# Frank E. Adcock

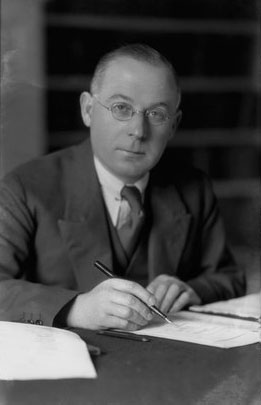
Frank E. Adcock im Jahr 1926

Frank Ezra Adcock OBE FBA (* 15. April 1886 in Desford; † 22. Februar 1968 in Cambridge) war ein britischer Althistoriker und Kryptoanalytiker.
Frank Adcock studierte ab 1905 Altertumswissenschaften am King’s College der Universität Cambridge. Er erhielt 1908 das Craven Scholarship, 1909 die Chancellor’s Medal und 1910 das Craven Studentship. 1910 bis 1911 setzte er sein Studium an den Universitäten Berlin und München fort. Beeinflusst wurde er besonders von Nathaniel Wedd und Walter Headlam sowie den deutschen Altertumswissenschaftlern Ulrich von Wilamowitz-Moellendorff und Eduard Meyer. 1911 wurde er Fellow und Lecturer in Cambridge. In den Jahren 1912 und 1914 veröffentlichte er zwei bedeutende Artikel über die Quellen zu Solon. Aufgrund seiner besonderen Deutschkenntnisse übersetzte er Thukydides ins Deutsche. Seit dem Krieg war er einer der drei Herausgeber der Cambridge Ancient History. Nach dem Tod von J. B. Bury 1927 wurde er Hauptverantwortlicher des Werkes. Im Jahr 1925 wurde er Professor für Alte Geschichte. 1936 wurde er Mitglied der British Academy. Adcock war einer der Herausgeber der Zeitschrift Historia und 1947/48 Präsident der Classical Association. 1951 trat er in den Ruhestand. Während seiner Laufbahn nahm er die Martin Classical Lectures am Oberlin College, die Sather Classical Lectures an der University of California, Berkeley, die Jerome Lectures an der University of Michigan wahr.
Adcock erhielt zahlreiche Auszeichnungen. 1954 wurde er zum Ritter geschlagen. Band 66 der Zeitschrift Journal of Roman Studies wurde ihm gewidmet. Adcock erhielt Ehrendoktorate der Universitäten Durham, Dublin, Manchester und Leicester.
Adcock arbeitete schwerpunktmäßig zu den zentralen Feldern der griechischen und römischen Antike. Er verfasste Arbeiten zu Gaius Iulius Caesar, Thukydides, Marcus Licinius Crassus und Augustus. Letzteren ordnete er – anders als etwa Ronald Syme – nicht in die Roman Revolution („Römische Revolution“) ein, sondern sah in Augustus einen Konservativen, der die Institutionen der Römischen Republik bewahren wollte.
Wegen seiner Deutschkenntnisse wurde er auch in militärischen Bereichen tätig. Im Ersten Weltkrieg war er von 1915 bis 1919 bei der Intelligence Division of the Admiralty im sogenannten Room 40 tätig und an der Entzifferung deutscher Codes beteiligt. 1917 erhielt er dafür den Order of the British Empire. Außerdem erfand er beim Militär die Adcock-Antenne, eine Vorrichtung zur Funkpeilung. Auch während des Zweiten Weltkriegs arbeitete er als Codebreaker, und zwar in Bletchley Park.

## Schriften (Auswahl)
- The Roman art of war under the republic (= Martin Classical Lectures. Band 8, ISSN 0076-471X). Harvard University Press u. a., Cambridge MA u. a. 1940.
- Caesar as a man of letters. Cambridge University Press, Cambridge 1956.
  - deutsch: Caesar als Schriftsteller (= Kleine Vandenhoeck-Reihe. Band 45, ZDB-ID 2558452). Übersetzung aus dem Englischen. Vandenhoeck & Ruprecht, Göttingen 1955.
- The Greek and Macedonian art of war (= Sather Classical Lectures. Band 30, ZDB-ID 420164-4). University of California Press, Berkeley CA u. a. 1957.
- Roman political ideas and practice. University of Michigan Press, Ann Arbor MI 1959.
  - deutsch: Römische Staatskunst. Idee und Wirklichkeit in der römischen Politik (= Kleine Vandenhoeck-Reihe. Band 122/123). Berechtigte Übersetzung aus dem Englischen von Helmut Schlüter. Vandenhoeck & Ruprecht, Göttingen 1961.
- Thucydides and his history. Cambridge University Press, Cambridge 1963.
- mit Derek J. Mosley: Diplomacy in ancient Greece. Thames & Hudson, London 1975, ISBN 0-500-40026-1.